# Baal-Ezer II
Baal-Eser II ou Baléazar ou encore Badezir, fut roi de Tyr (848 - 830 av. J.-C.)   .
Fils du roi Ithobaal Ier, qui vécut quarante-cinq ans et régna pendant six ans, fut à son tour roi de Tyr. Il est le frère de Jézabel, future reine d'Israël, mariée à Achab fils d'Omri roi d'Israël.
Il eut un enfant :
- Mattan I roi de Tyr.

## Sources
- Sabatino Moscati, Les Phéniciens, Paris, Arthème Fayard, coll. « Marabout Université », 1971, 278 p. (ISBN 2501003543)